# Atlitikos Sillogos Aris
L'Atlitikos Sillogos Aris (en grec: Αθλητικός Σύλλογος Άρης) és un club poliesportiu de la ciutat de Salònica (Grècia).

## Història

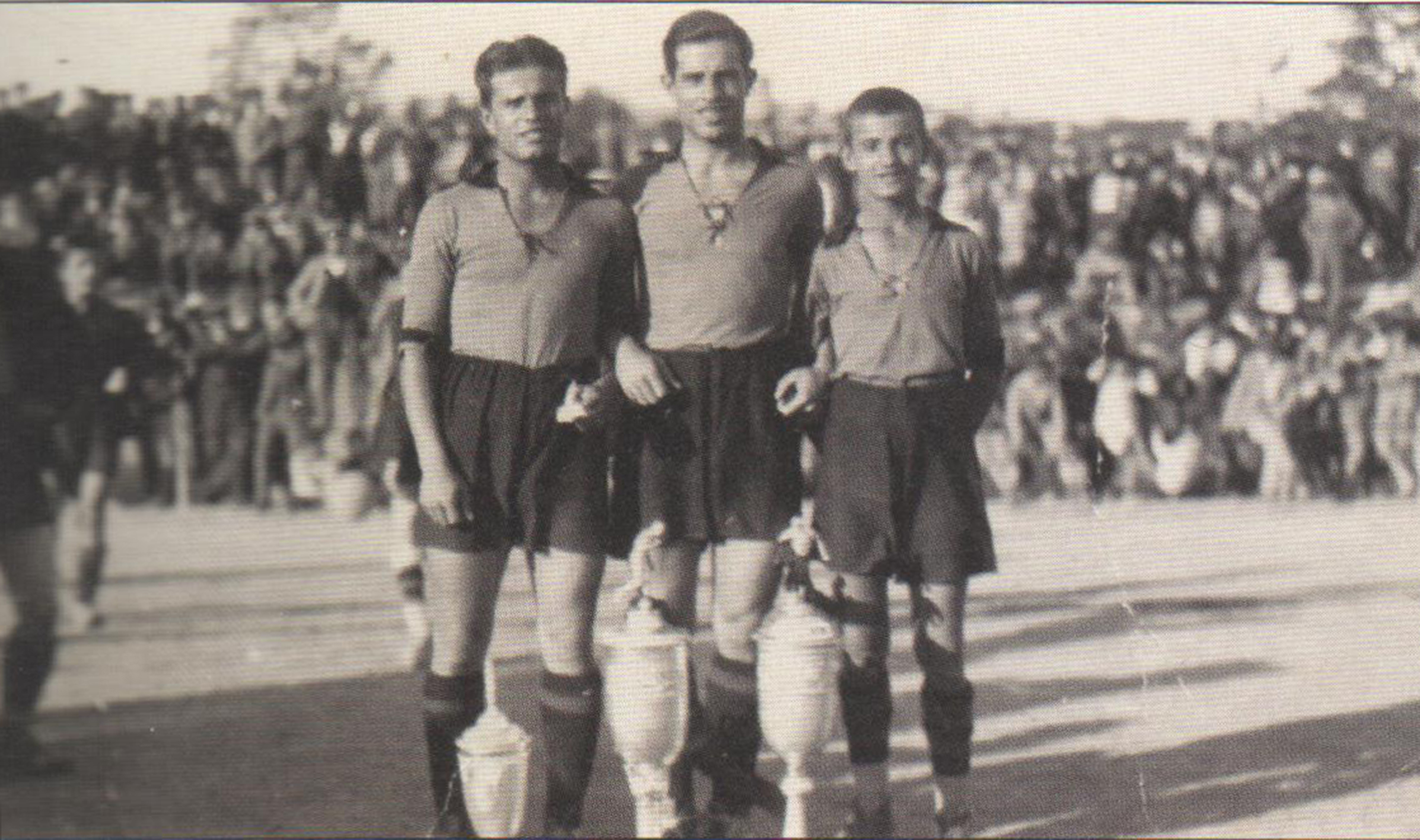
Nikiphoros, Kostas i Kleanthis Vikelidis (1930).

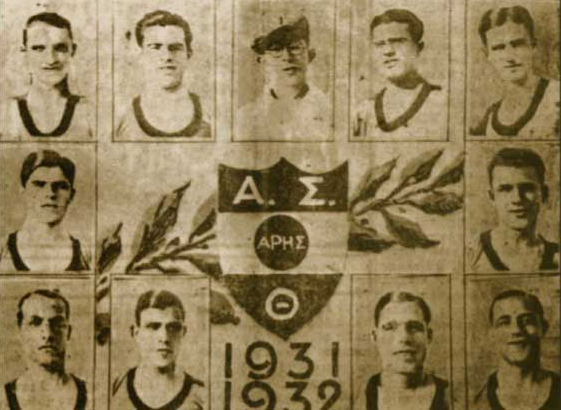
Pòster de l'Aris Thessaloniki (1931–32).

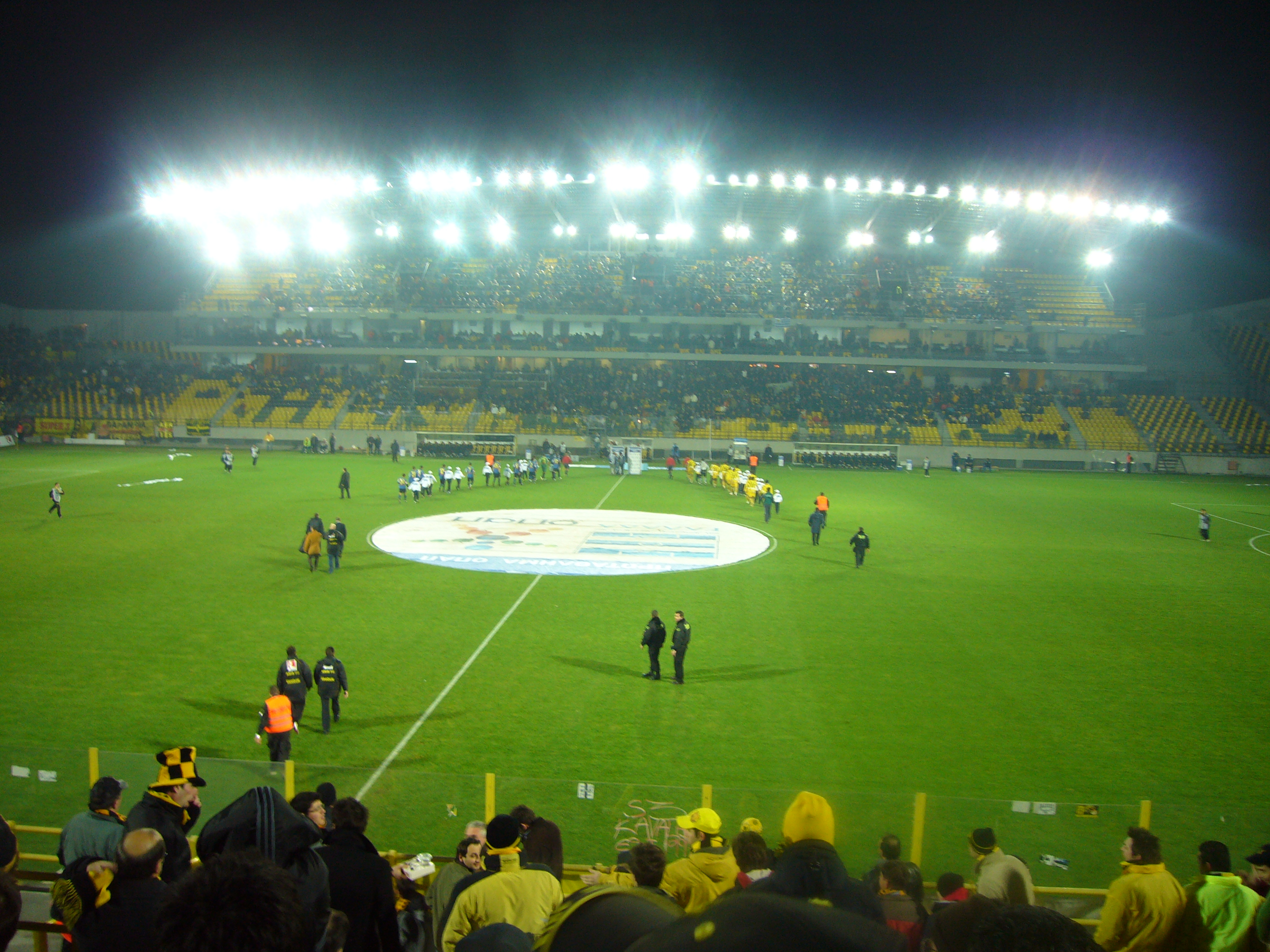
Estadi Kleanthis Vikelidi.

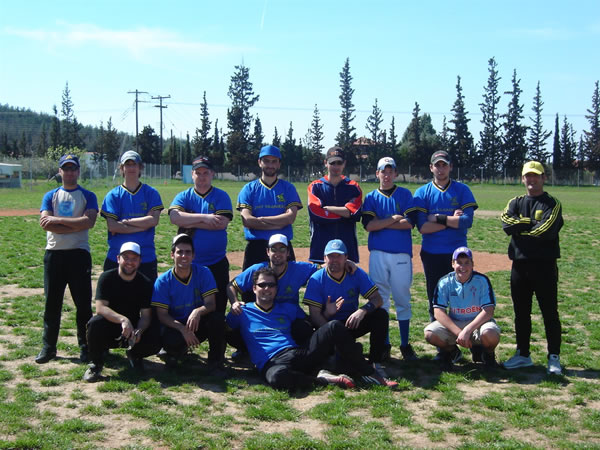
Equip de beisbol del club.

L'AS Aris va ser fundat el 25 de març de 1914 a Salònica. El seu nom prové del deu grec de la guerra Ares. Els seus colors, el groc i el negre són un record de l'Imperi Romà d'Orient. Té diverses seccions, la majoria exitoses com el futbol, el basquetbol, el waterpolo o el voleibol.

## Secció de Futbol
Guanyadora de tres lligues i una copa grega

## Secció de Basquetbol
Fundada el 1922, és el tercer club de bàsquet de Grècia en nombre de títols, després del Panathinaikos BC i el Olympiacos BC.

## Secció de Waterpolo
- Lliga grega: 
  - Campions (4): 1927–28, 1928–29, 1929–30, 1931–32
  - Finalistes (1): 1930–31
- Copa grega
  - Finalistes (2): 1954–55, 1984–85

## Secció de Voleibol

### Palmarès masculí
- Lliga grega
  - Campions (1): 1996–97
  - Finalistes (2): 1993–94, 1995–96,
- Supercopa grega
  - Campions (1): 1996–97
- Copa grega
  - Finalistes (5): 1988–89, 1991–92, 1996–97, 1997–98, 2001–02

### Palmarès femení
- Lliga grega
  - Finalistes (1): 2017-18